# Roaring Creek Township (Pennsylvanie)
Pour les articles homonymes, voir Roaring Creek.
Roaring Creek Township est un township, situé au sud-est du comté de Columbia, en Pennsylvanie, aux États-Unis,. En 2010, il comptait une population de 545 habitants.

## Démographie
Lors du recensement de 2010, le township comptait une population de 545 habitants. Elle est estimée, en 2018, à 537 habitants.

### Source de la traduction
- (en) Cet article est partiellement ou en totalité issu de l’article de Wikipédia en anglais intitulé « Roaring Creek Township, Columbia County, Pennsylvania » (voir la liste des auteurs).